# PDSAゴールドメダル
PDSAゴールドメダル（PDSA Gold Medal）は、動物の勇敢さと任務への献身を称える賞であり、今日では動物におけるジョージ・クロスに該当する栄誉ある賞として認識されている。

## 概要
PDSAゴールドメダルは2001年、イギリスの動物福祉関連慈善団体「病気の動物のための人民診療所（PDSA）」により制定された。1943年、同じくPDSAにより制定されたディッキンメダルが軍用犬を称える賞であったのに対し、ゴールドメダルは民間の動物を広く対象とするために制定された。授与対象は、自らの命を危険に晒したり、人間や動物の命を救う活動に従事した、あるいはそれらに準じる献身的な活動が認められた動物である。これには警察犬や災害救助犬などが、公務で死亡したまたは重傷を負ってしまった場合も含まれる
。
2002年11月の第1回授賞式では、障碍を持つ飼い主の命を救った補助犬エンダルと、2頭の警察犬、ブラとモンティにメダルが授与された。
2020年9月現在、PDSAゴールドメダルを授与された動物は30頭で、2020年に受賞した地雷探知ネズミのマガワを除き全て犬である。国別ではイギリスが圧倒的に多く、それ以外はノルウェーのバムセ、ニュージーランドのジョージとゲイジ、スペインのエイジャックス、そしてタンザニアのマガワである。

## 受賞者

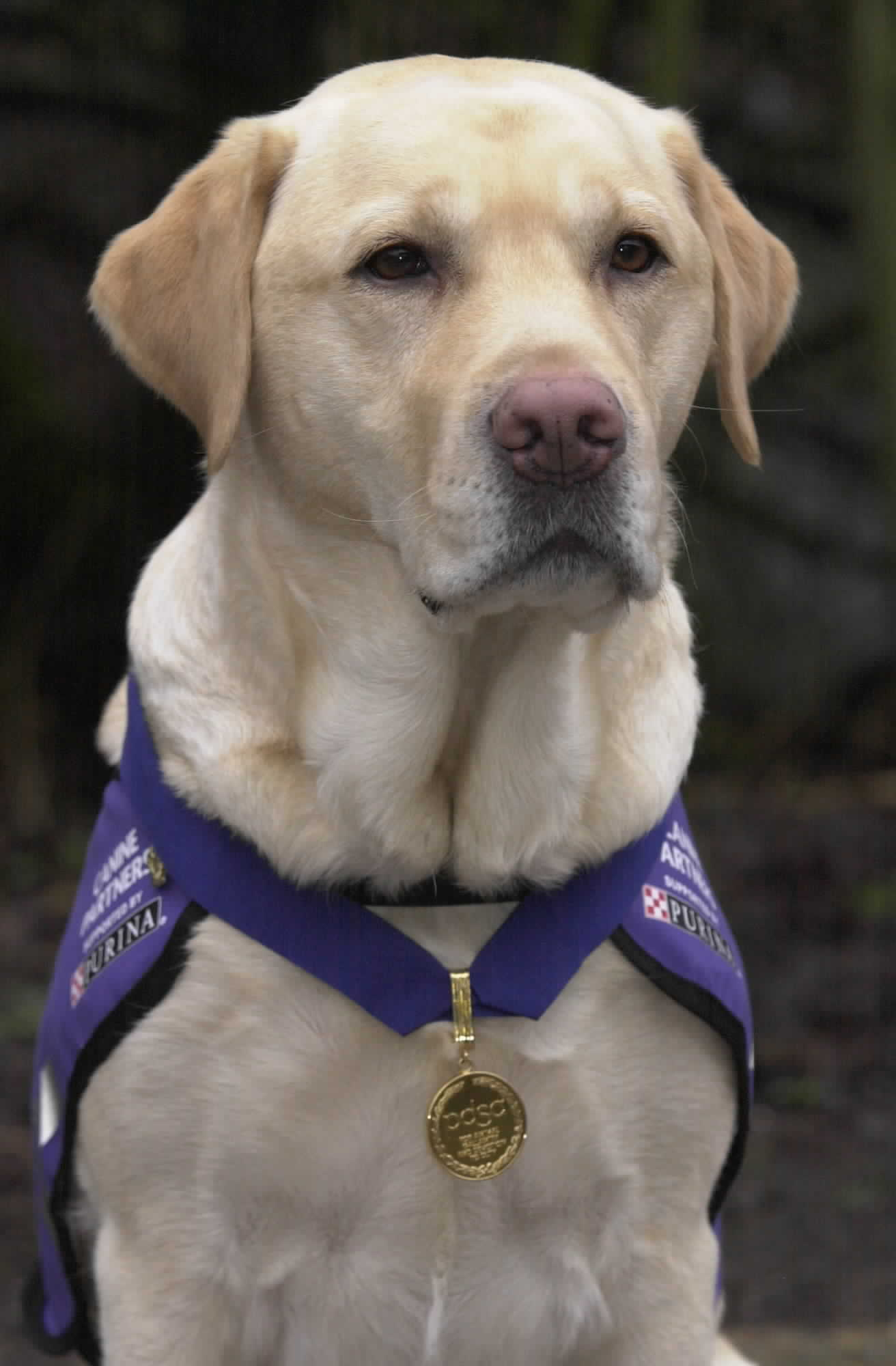
2002年に受賞したエンダル。

| 受賞 年月     | 受賞者                   | 功績 | 事件の 日付    | 出典                        |
| ------------- | ------------------------ | --- | -------------- | --------------------------- |
| 2002年11月*   | ブラ                     | レスターシャーの警察犬。1990年、ナイフを振り回す犯人逮捕に貢献したが、自らは首から心臓を刺されて死亡。 | 1990年5月      | [ 11 ]                      |
| 2002年11月    | デルタ・モンティ         | メトロポリタン警察の警察犬。単にモンティとも。銀行強盗事件に出動し、犯人のナイフで大けがを負ったが手術の末回復した。 | 2001年2月      | [ 11 ] [ 12 ]               |
| 2002年11月    | エンダル                 | ラブラドール・レトリバーの身体障害者補助犬。意識を失い危険なオーナーの体勢を立て直し毛布を掛けた。更に携帯電話を取って来るとオーナーの顔に押し当て、意識が戻るまでひたすら待ち続けた。 | 2001年5月      | [ 5 ]                       |
| 2006年4月     | オルカ                   | ゴールデン・レトリバーの身体障害者補助犬。 オーナーが電動車椅子で側溝に転落し危険な状態となったが、オルカが呼んだ人の救助により一命をとりとめた。初めオルカに遭遇した人は、迷い犬と勘違いして連れ去ろうとしたが、オルカは首輪を壊して逃げ、必死でオーナーの元に人を導いた。                                           | 2003年5月      | [ 2 ]                       |
| 2006年4月     | ブルー                   | ジャーマン・シェパード・ドッグの警察犬。凶悪犯を追跡し、自らが刺されたにもかかわらずその男の隠れ家まで辿り着き、援軍到着まで見張りを続け武装解除と逮捕に貢献した。 | 2005年3月      | [ 2 ]                       |
| 2006年4月     | ゾルタン                 | ジャーマン・シェパード・ドッグの警察犬。刃物で市民や警察を威嚇していた犯人捕獲の際差されて負傷した。20cmもの刺し傷を負う重症だったが、手術を受け2ヶ月後には復帰した。 | 2005年4月      | [ 2 ] [ 13 ] [ 14 ]         |
| 2006年6月     | ディラン クラッカー      | 北アイルランドの災害救助犬兄弟。1999年トルコで発生したイズミット地震での活躍を含む、彼らの「並外れた勇気」に溢れた数々の救助活動に対して賞が贈られた。 | 1999年         | [ 6 ] [ 15 ]                |
| 2006年7月*    | バムセ                   | 第二次世界大戦のさ中、ノルウェー海軍の掃海艇ソロッドにマスコットとして乗船したセント・バーナード。活躍はマスコットに止まらず、乗員を溺死から救ったり、港ではナイフを持って乗員を襲った男を海に叩き落した。 | 1941 - 1942年  | [ 16 ]                      |
| 2007年7月     | ヴィニー ビリー ジェイク | ヴィニー、ビリー、そしてジェイクはいずれも探知犬で、2005年7月のロンドン同時爆破事件において、爆弾探知に貢献し多くの命を救った14頭の犬たちの代表として表彰された。 | 2005年7月      | [ 17 ]                      |
| 2007年12月    | ギリー                   | イングリッシュ・スプリンガー・スパニエルのギリーは、散歩中倒れたオーナーの母親を救うため走り吠え続けた。彼のおかげで駆け付けた人々により老婦人は救助され後に無事全快した。 | 2007年12月     | [ 18 ]                      |
| 2009年2月*    | ジョージ                 | ニュージーランドのジャック・ラッセル・テリア、ジョージは、自らの命を犠牲にして2頭のピットブルに襲われた5人の子供たちを救った。ジョージには、ニュージーランドの動物保護協会からもメダルが、またこのエピソードに感動したアメリカのあるベトナム帰還兵から、自身の持つパープルハート章が贈られた。                        | 2007年4月      | [ 7 ] [ 19 ]                |
| 2009年7月     | ボスニッチ               | ラブラドール・レトリバーのボスニッチは、湖水地方を一緒に散歩中遭難し動けなくなったオーナーの父親の元へ、地元のハイカーたちを引き連れて戻った。そしてレスキュー隊到着までずっと寄り添った。 | 2006年8月      | [ 3 ] [ 20 ]                |
| 2010年7月     | アニヤ                   | ジャーマン・シェパード・ドッグの警察犬。ナイフを持って襲い掛かる犯人に抵抗し、自らとハンドラーが重傷を負いながらも鎮圧に貢献した。彼女のおかげでハンドラーは致命傷を免れ、他の隊員の犠牲も最小限で抑えられた。 | 2008年1月      | [ 21 ] [ 22 ]               |
| 2010年7月     | フロド                   | 5歳のビーグル、フロドは、就寝中に自宅で起きた火災にいち早く反応し、警告と避難の手助けをした。彼のおかげでオーナー、その両親、そして遊びに来ていたフィアンセ、全員が助かった。 | 2008年6月      | [ 21 ] [ 22 ]               |
| 2010年7月*    | オイ                     | スタッフォードシャー・ブル・テリア、オイの自宅に、深夜マチェテを携えた3人組の強盗が侵入した。2人はすぐに逃げ出したが、残る1人が家族を襲おうとしたためオイが応戦、撃退した。オイの深い傷は懸命の治療により癒えたが、残念ながらその2年後、表彰の前にオイは癌でこの世を去った。                                          | 2008年7月      | [ 21 ] [ 23 ]               |
| 2011年4月     | デクスター               | グロスターの警察犬。激しい暴動のさ中、重傷を負いながらも職務を全うした勇気と功績が表彰された。 |                | [ 4 ]                       |
| 2012年10月    | エリー ジョーンズ        | ジャーマン・シェパード・ドッグのエリーとジョーンズは、糖尿病のオーナーが突然低血糖症で倒れたとき、エリーはオーナーに付き添い、ジョーンズが家族を呼びに行ってオーナーの命を救った。 | 2010年11月     | [ 24 ]                      |
| 2013年6月     | エイジャックス           | ジャーマン・シェパード・ドッグの爆弾探知犬。極めて危険な状況下で人命救助に尽くした勇気が称えられた。エイジャックスは2009年、マヨルカ島でETAの爆弾を発見し、多くの命を救った。 | 2009年7月      | [ 9 ]                       |
| 2013年8月*    | ゲイジ                   | ジャーマン・シェパード・ドッグの警察犬。麻薬捜査中犯人の銃撃に遭い、負傷したハンドラーに対する2度目の銃撃を身代わりに受けて死亡した。ハンドラー以外の警官たちもゲイジの抵抗に助けられたと感じていた。 | 2010年7月      | [ 8 ]                       |
| 2016年1月     | K9キラー                 | 南アフリカのクルーガー国立公園の特別作戦チームと協力して、サイの密猟を防ぐベルジアン・シェパード・ドッグ・マリノア。2015年7月現在、作戦に参加した犬の中で最も最も多い77人の逮捕に貢献した。 | 2012年 -       | [ 1 ]                       |
| February 2017 | オジー                   | フォルカークの元警察犬。9歳で警察犬を退役したオジーは、アパート爆破を予告して暴れる強盗がいる現場に、ハンドラーと共に呼ばれた。オジーはハンドラーの指示で犯人にタックルし、武装解除させて住民も建物も無傷での解決に貢献した。                                                                                         | 2015年         | [ 25 ]                      |
| 2017年6月     | ディーゼル               | スタッフォードシャー・ブル・テリアのディーゼルは、早朝自宅で起きた火災をいち早く家族に知らせ、全員の無事脱出に貢献した。ディーゼルは生後数ヶ月で捨てられていたところを、この家族に迎えられた保護犬だった。 | 2016年5月28日  | [ 26 ]                      |
| 2018年4月     | テディ                   | コッカープーのテディは、オーナーの息子が衣類乾燥機に入ったまま始動したのに気づき、上階にいるオーナーの元に走り警告を発した。 助け出された子供は打撲や火傷を負ってはいたが、テディのおかげで重大な危機を免れた。 | 2016年11月13日 | [ 27 ] [ 28 ]               |
| 2018年5月     | フィン                   | ジャーマン・シェパード・ドッグの警察犬。ハートフォードシャーで任務中に犯人のナイフで重傷を負った。その後フィンとハンドラーは、職務中に負傷した動物の保護を強化する法律の整備に向けてキャンペーンを行った。 | 2016年10月     | [ 29 ]                      |
| 2020年9月     | マガワ                   | サバンナアフリカオニネズミのマガワは、鋭い嗅覚を生かして内戦の後遺症に苦しむカンボジアで地雷や不発弾の撤去に尽力した。マガワはAPOPOによる9ヶ月の訓練を受けた後2013年から従事し、2021年6月引退するまでに地雷71個と不発弾38個を発見した。引退後は好物のバナナとピーナッツを食べながら、のんびり余生を過ごす予定である。 | 2013 - 2021年  | [ 10 ] [ 30 ] [ 31 ] [ 32 ] |